# Cyathea monosticha
Cyathea monosticha är en ormbunkeart som först beskrevs av Christ, och fick sitt nu gällande namn av Karel Domin. Cyathea monosticha ingår i släktet Cyathea och familjen Cyatheaceae. Inga underarter finns listade.